# Wilhermsdorf

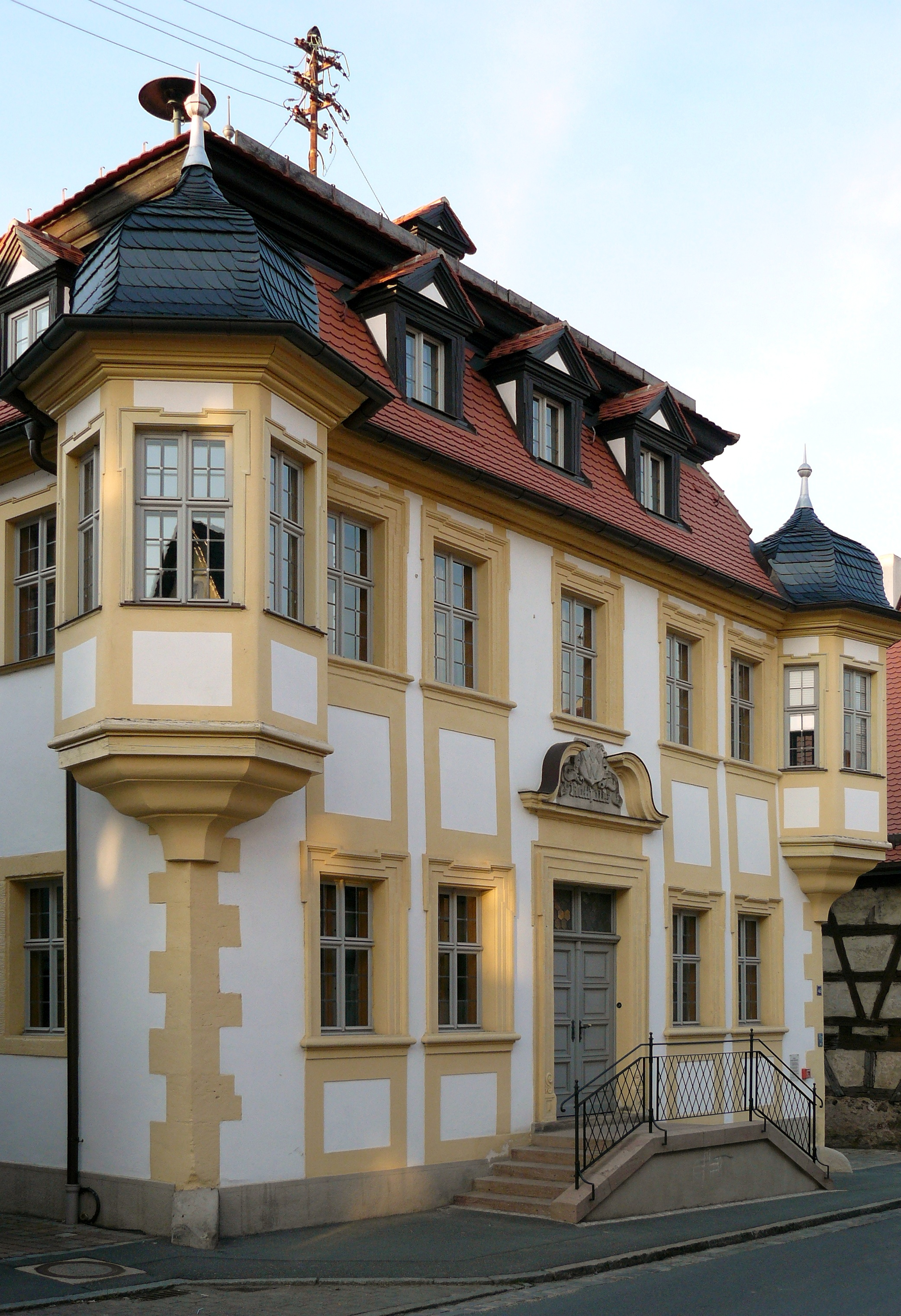
Wilhermsdorf

Wilhermsdorf este o comună-târg din districtul Fürth, regiunea administrativă Franconia Mijlocie, landul Bavaria, Germania.